# Хадис кудси
Хадис кудси (арап.  — „чисти хадис”), је посебна категорија хадиса, зборник изрека које се приписују Мухамеду. Речено је да су ови хадиси јединствени јер се њихов садржај приписује Алаху, али је стварна формулација приписана Мухамеду. Ово може бити један од разлога зашто нису укључени у куранску објаву, за које се сматра да су дословна Алахова ријеч, већ им се даје посебна категорија, тако да заузимају статус између Курана и нормалног текста хадиса.

## Разлике између куранског текста и хадиса кудсија
Уочене су сљедеће разлике између куранског текста и хадиса кудсија:
| Критерији            | Куран                                  | Хадис кудси               |
| -------------------- | -------------------------------------- | ------------------------- |
| Објава               | Мелек Џибрил Инзаал на арапском језику | Мелек Џибрил, визија, сан |
| Рецитира се у намазу | Да                                     | Не                        |

## Примери
Такав текст се може наћи у примарним, као и у секундарним изворима хадиске литературе.
Ебу Хурејре, радијАлаху анху, који је рекао да је Ресулуллах, сАлаллаху алејхи ве селлем, рекао:
"Када је Алах одредио стварање, Он се завјетовао написавши у својој Књизи која је код Њега записана: Моја милост превладава над мојом срџбом."
Ебу Хурејре, радијАлаху анху, извијестио да је Ресулуллах, сАлаллаху алејхи ве селлем, рекао:
Алах, субханеху ве теала, је рекао: "Ако Мој роб воли да се са Мном сусретне, и Ја с њим, а ако он не воли са Мном, и Ја с њим.
Омер ибн Хаттаб, радијАлаху анху, преноси да је Ресулуллах, сАлаллаху алејхи ве селлем, рекао:"
"Можда је Алах погледао оне који су у Бедру и рекао: 'Радите што год хоћете, јер Ја сам вам опростио."

Бројне публикације фокусирале су се искључиво на хадиси кудси, цитирајући између 40 и 110 таквих, из примарних хадиских текстова. То укључује:
- Ан-Невевијевих четрдесет хадиса Кудси
- 110 хадиса Кудси

1. 
2. 
3. 
4. 
5. 
6. 